# Volta a Catalunya 2019
99. ročník cyklistického závodu Volta a Catalunya se konal mezi 25. a 31. březnem 2019 ve Španělsku. Vítězem se stal Kolumbijec Miguel Ángel López z týmu Astana. Na druhém a třetím místě se umístili Adam Yates (Mitchelton–Scott) a Egan Bernal (Team Sky). Obhájce vítězství Alejandro Valverde dojel na 10. místě.

## Týmy
Automatickou pozvánku dostalo všech 18 UCI WorldTeamů. Organizátoři pak také udělili 7 divokých karet druhodivizním UCI ProTeamům.
Týmy, které se zúčastnily závodu, byly:

### UCI WorldTeamy
- AG2R La Mondiale
- Astana
- Bahrain–Merida
- Bora–Hansgrohe
- CCC Team
- EF Education First
- Team Dimension Data
- Groupama–FDJ
- Team Katusha–Alpecin
- Team Jumbo–Visma
- Lotto–Soudal
- Movistar Team
- Mitchelton–Scott
- Deceuninck–Quick-Step
- Team Sky
- Team Sunweb
- Trek-Segafredo
- UAE Team Emirates

### UCI ProTeamy
- Caja Rural–Seguros RGA
- Cofidis
- Euskadi–Murias
- Roompot–Charles
- Arkéa–Samsic
- Wanty–Gobert
- Burgos BH

## Trasa a etapy
| Etapa | Datum      | Trasa                                | Vzdálenost        | Typ | Typ                 | Vítěz                       |
| ----- | ---------- | ------------------------------------ | ----------------- | --- | ------------------- | --------------------------- |
| 1     | 25. března | Calella - Calella                    | 164 km (102 mi)   |     | Středně těžká etapa | Thomas De Gendt (BEL)       |
| 2     | 26. března | Mataró - Sant Feliu de Guíxols       | 166,7 km (104 mi) |     | Rovinatá etapa      | Michael Matthews (AUS)      |
| 3     | 27. března | Sant Feliu de Guíxols - Vallter 2000 | 179 km (111 mi)   |     | Horská etapa        | Adam Yates (GBR)            |
| 4     | 28. března | Llanars - La Molina                  | 150,3 km (93 mi)  |     | Horská etapa        | Miguel Ángel López (COL)    |
| 5     | 29. března | Puigcerdà - Sant Cugat del Vallès    | 188,1 km (117 mi) |     | Rovinatá etapa      | Maximilian Schachmann (GER) |
| 6     | 30. března | Valls - Vila-seca                    | 169,1 km (105 mi) |     | Kopcovitá etapa     | Michael Matthews (AUS)      |
| 7     | 31. března | Barcelona - Barcelona                | 143,1 km (89 mi)  |     | Kopcovitá etapa     | Davide Formolo (ITA)        |

## Průběžné pořadí
| Etapa          | Vítěz                 | Celkové pořadí ·   | Vrchařská soutěž · | Bodovací soutěž ·     | Soutěž mladých jezdců · | Soutěž týmů   |
| -------------- | --------------------- | ------------------ | ------------------ | --------------------- | ----------------------- | ------------- |
| 1              | Thomas De Gendt       | Thomas De Gendt    | Thomas De Gendt    | Thomas De Gendt       | Maximilian Schachmann   | Lotto–Soudal  |
| 2              | Michael Matthews      | Thomas De Gendt    | Thomas De Gendt    | Thomas De Gendt       | Maximilian Schachmann   | Lotto–Soudal  |
| 3              | Adam Yates            | Thomas De Gendt    | Thomas De Gendt    | Thomas De Gendt       | Egan Bernal             | Movistar Team |
| 4              | Miguel Ángel López    | Miguel Ángel López | Thomas De Gendt    | Thomas De Gendt       | Miguel Ángel López      | Movistar Team |
| 5              | Maximilian Schachmann | Miguel Ángel López | Thomas De Gendt    | Maximilian Schachmann | Miguel Ángel López      | Movistar Team |
| 6              | Michael Matthews      | Miguel Ángel López | Thomas De Gendt    | Michael Matthews      | Miguel Ángel López      | Movistar Team |
| 7              | Davide Formolo        | Miguel Ángel López | Thomas De Gendt    | Michael Matthews      | Miguel Ángel López      | Movistar Team |
| Konečné pořadí | Konečné pořadí        | Miguel Ángel López | Thomas De Gendt    | Michael Matthews      | Miguel Ángel López      | Movistar Team |

## Konečné pořadí

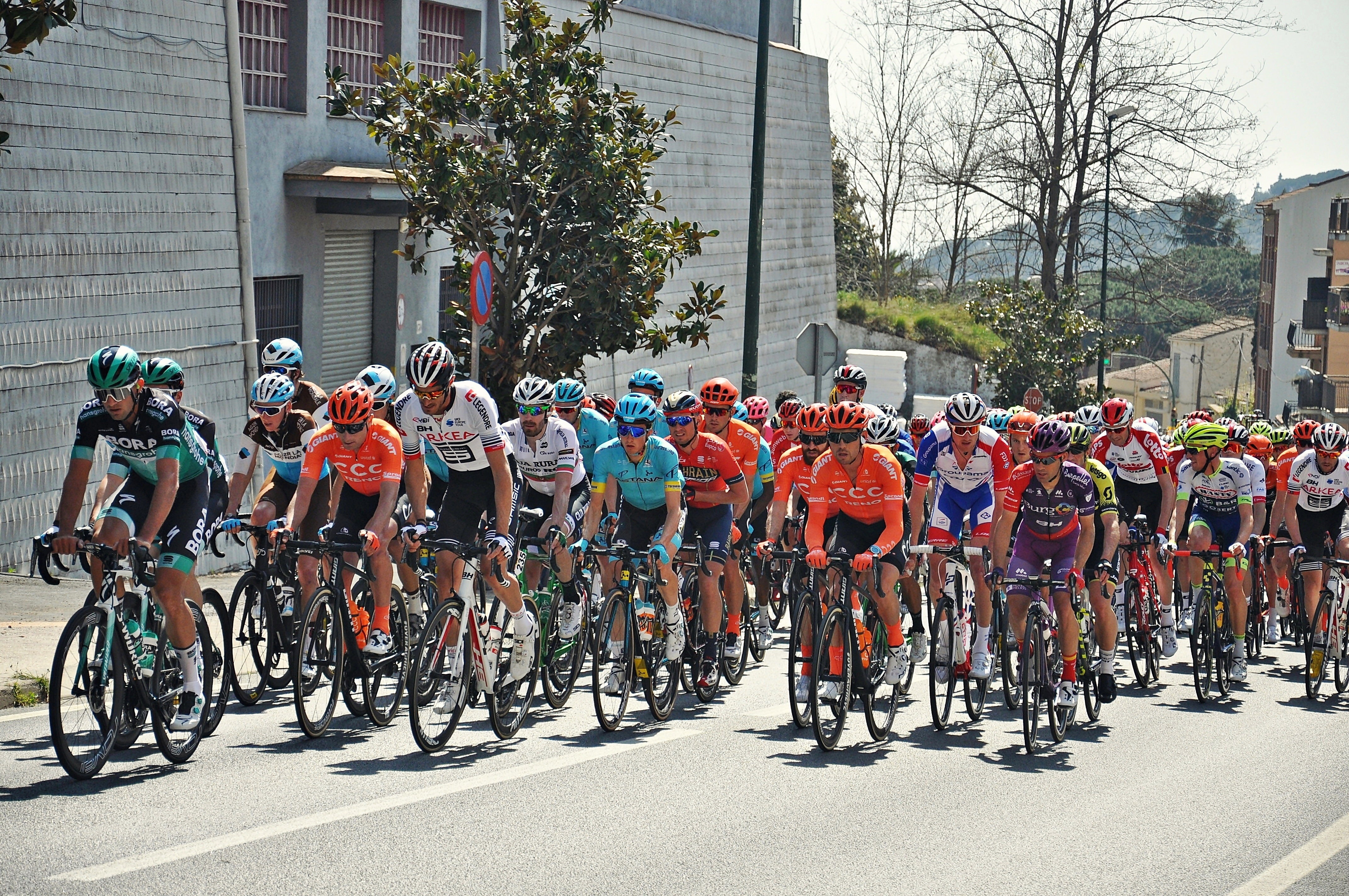
Závodníci na trase 1. etapy.

| Legenda | Legenda                            | Legenda | Legenda                                 |
| ------- | ---------------------------------- | ------- | --------------------------------------- |
|         | Označuje vítěze celkového pořadí.  |         | Označuje vítěze soutěže mladých jezdců. |
|         | Označuje vítěze bodovací soutěže.  |         | Označuje vítěze soutěže týmů.           |
|         | Označuje vítěze vrchařské soutěže. |         | Označuje vítěze ceny bojovnosti.        |

### Celkové pořadí
| Pořadí | Jezdec             | Tým                   | Čas         |
| ------ | ------------------ | --------------------- | ----------- |
| 1      | Miguel Ángel López | Astana                | 29h 14’ 17” |
| 2      | Adam Yates         | Mitchelton–Scott      | + 14”       |
| 3      | Egan Bernal        | Team Sky              | + 17”       |
| 4      | Nairo Quintana     | Movistar Team         | + 25”       |
| 5      | Steven Kruiswijk   | Team Jumbo–Visma      | + 56”       |
| 6      | Michael Woods      | EF Education First    | + 1’ 42”    |
| 7      | Rafał Majka        | Bora–Hansgrohe        | + 2’ 27”    |
| 8      | Guillaume Martin   | Circus–Wanty Gobert   | + 2’ 41”    |
| 9      | Enric Mas          | Deceuninck–Quick-Step | + 2’ 49”    |
| 10     | Alejandro Valverde | Movistar Team         | + 3’ 02”    |

### Bodovací soutěž
| Pořadí | Jezdec                | Tým              | Body |
| ------ | --------------------- | ---------------- | ---- |
| 1      | Michael Matthews      | Team Sunweb      | 29   |
| 2      | Maximilian Schachmann | Bora–Hansgrohe   | 28   |
| 3      | Thomas De Gendt       | Lotto–Soudal     | 16   |
| 4      | Davide Formolo        | Bora–Hansgrohe   | 13   |
| 5      | Alejandro Valverde    | Movistar Team    | 11   |
| 6      | Miguel Ángel López    | Astana           | 10   |
| 7      | Adam Yates            | Mitchelton–Scott | 10   |
| 8      | Gregor Mühlberger     | Bora–Hansgrohe   | 8    |
| 9      | Daryl Impey           | Mitchelton–Scott | 8    |
| 10     | Egan Bernal           | Team Sky         | 7    |

### Vrchařská soutěž
| Pořadí | Jezdec             | Tým              | Body |
| ------ | ------------------ | ---------------- | ---- |
| 1      | Thomas De Gendt    | Lotto–Soudal     | 60   |
| 2      | Carlos Verona      | Movistar Team    | 41   |
| 3      | Gregor Mühlberger  | Bora–Hansgrohe   | 40   |
| 4      | Adam Yates         | Mitchelton–Scott | 34   |
| 5      | Egan Bernal        | Team Sky         | 25   |
| 6      | Luis Ángel Maté    | Cofidis          | 24   |
| 7      | Pieter Weening     | Roompot–Charles  | 24   |
| 8      | Miguel Ángel López | Astana           | 22   |
| 9      | Patrick Bevin      | CCC Team         | 21   |
| 10     | Davide Formolo     | Bora–Hansgrohe   | 18   |

### Soutěž mladých jezdců
| Pořadí | Jezdec                | Tým                   | Čas         |
| ------ | --------------------- | --------------------- | ----------- |
| 1      | Miguel Ángel López    | Astana                | 29h 14’ 17” |
| 2      | Egan Bernal           | Team Sky              | + 17”       |
| 3      | Enric Mas             | Deceuninck–Quick-Step | + 2’ 49”    |
| 4      | Maximilian Schachmann | Bora–Hansgrohe        | + 3’ 15”    |
| 5      | Odd Christian Eiking  | Wanty–Gobert          | + 7’ 07”    |
| 6      | James Knox            | Deceuninck–Quick-Step | + 13’ 55”   |
| 7      | Merhawi Kudus         | Astana                | + 15’ 57”   |
| 8      | Giulio Ciccone        | Trek–Segafredo        | + 17’ 20”   |
| 9      | Pavel Sivakov         | Team Sky              | + 18’ 19”   |
| 10     | Gregor Mühlberger     | Bora–Hansgrohe        | + 24’ 58”   |

### Soutěž týmů
| Pořadí | Tým                | Čas         |
| ------ | ------------------ | ----------- |
| 1      | Movistar Team      | 87h 49’ 11” |
| 2      | Bora–Hansgrohe     | + 5’ 13”    |
| 3      | Astana             | + 10’ 12”   |
| 4      | Wanty–Gobert       | + 16’ 39”   |
| 5      | Mitchelton–Scott   | + 16’ 41”   |
| 6      | EF Education First | + 23’ 07”   |
| 7      | Team Sky           | + 30’ 12”   |
| 8      | Euskadi–Murias     | + 33’ 55”   |
| 9      | Cofidis            | + 34’ 48”   |
| 10     | AG2R La Mondiale   | + 35’ 41”   |